# فردی هایمور
آلفرد توماس "فردی" هایمور (به انگلیسی: Alfred Thomas "Freddie" Highmore) (زادهٔ ۱۴ فوریه ۱۹۹۲) یک بازیگر سینما و تلویزیون انگلیسی است. او بیشتر به‌خاطر بازی در فیلم‌های آرتور و مینی موی ها در جستجوی ناکجاآباد، چارلی و کارخانه شکلات‌سازی، دکتر خوب و آگوست راش، افسانه‌های اسپایدرویک و صداپیشگی در انیمیشن آسترو بوی شناخته شده‌است.

## زندگی و حرفه
هایمور در لندن، انگلستان در یک خانواده اهل بازیگری زاده شد. مادر او سو لاتمر، مدیر برنامه و استعدادیاب بازیگری همچون دنیل رادکلیف است. پدر فردی، ادوارد هایمور نیز یک بازیگر است. او یک برادر کوچکتر به نام آلبرت (زاده ۱۹۹۵) دارد. هایمور هم‌اکنون در هایگیت در حومه شمالی لندن زندگی می‌کند.

## فیلم‌شناسی
برخی از فیلم‌های هایمور عبارتند از:
- زنان و حرف‌های آنچنانی (۱۹۹۹)
- در جستجوی ناکجاآباد (۲۰۰۴) - (پیتر)
- دو برادر (۲۰۰۴) - (رائول)
- پنج بچه و شنی (۲۰۰۴) - (رابرت)
- چارلی و کارخانه شکلات‌سازی (۲۰۰۵) - (چارلی باکت)
- یک سال خوب (۲۰۰۶) - (مکس)
- آرتور و نامرئی‌ها (۲۰۰۶) - (آرتور)
- آگوست راش (۲۰۰۷) - (اوان تیلور و آگوست راش)
- قطب‌نمای طلایی (۲۰۰۷)- (صدای پانتولایمون)
- افسانه‌های اسپایدرویک (۲۰۰۸)- (جارد و سایمون)
- آسترو بوی (۲۰۰۹) - (صدای آسترو بوی)
- آرتور و انتقام مالتازارد (۲۰۰۹)
- آرتور ۳: جنگ دو جهان (۲۰۱۰)
- هنر سر کردن (۲۰۱۱)
- جاستین و شوالیه‌های دلیر (۲۰۱۳)
- دکتر خوب (۲۰۱۸) - (شان مورفی)
- خزانه (۲۰۲۱)
- متل بیتس (۲۰۱۳)
- لئوناردو (۲۰۲۱)